# POLR2J
POLR2J (англ. RNA polymerase II subunit J) – білок, який кодується однойменним геном, розташованим у людей на короткому плечі 7-ї хромосоми. Довжина поліпептидного ланцюга білка становить 117 амінокислот, а молекулярна маса — 13 293.
| 10         |  | 20         |  | 30         |  | 40         |  | 50         |
| ---------- |  | ---------- |  | ---------- |  | ---------- |  | ---------- |
| MNAPPAFESF |  | LLFEGEKKIT |  | INKDTKVPNA |  | CLFTINKEDH |  | TLGNIIKSQL |
| LKDPQVLFAG |  | YKVPHPLEHK |  | IIIRVQTTPD |  | YSPQEAFTNA |  | ITDLISELSL |
| LEERFRVAIK |  | DKQEGIE    |  |            |  |            |  |            |

A: Аланін

C: Цистеїн

D: Аспарагінова кислота

E: Глутамінова кислота

F: Фенілаланін

G: Гліцин

H: Гістидин

I: Ізолейцин

K: Лізин

L: Лейцин

M: Метіонін

N: Аспарагін

P: Пролін

Q: Глутамін

R: Аргінін

S: Серин

T: Треонін

V: Валін

Задіяний у таких біологічних процесах, як транскрипція, ацетилювання. 
Локалізований у ядрі.